# Olinia

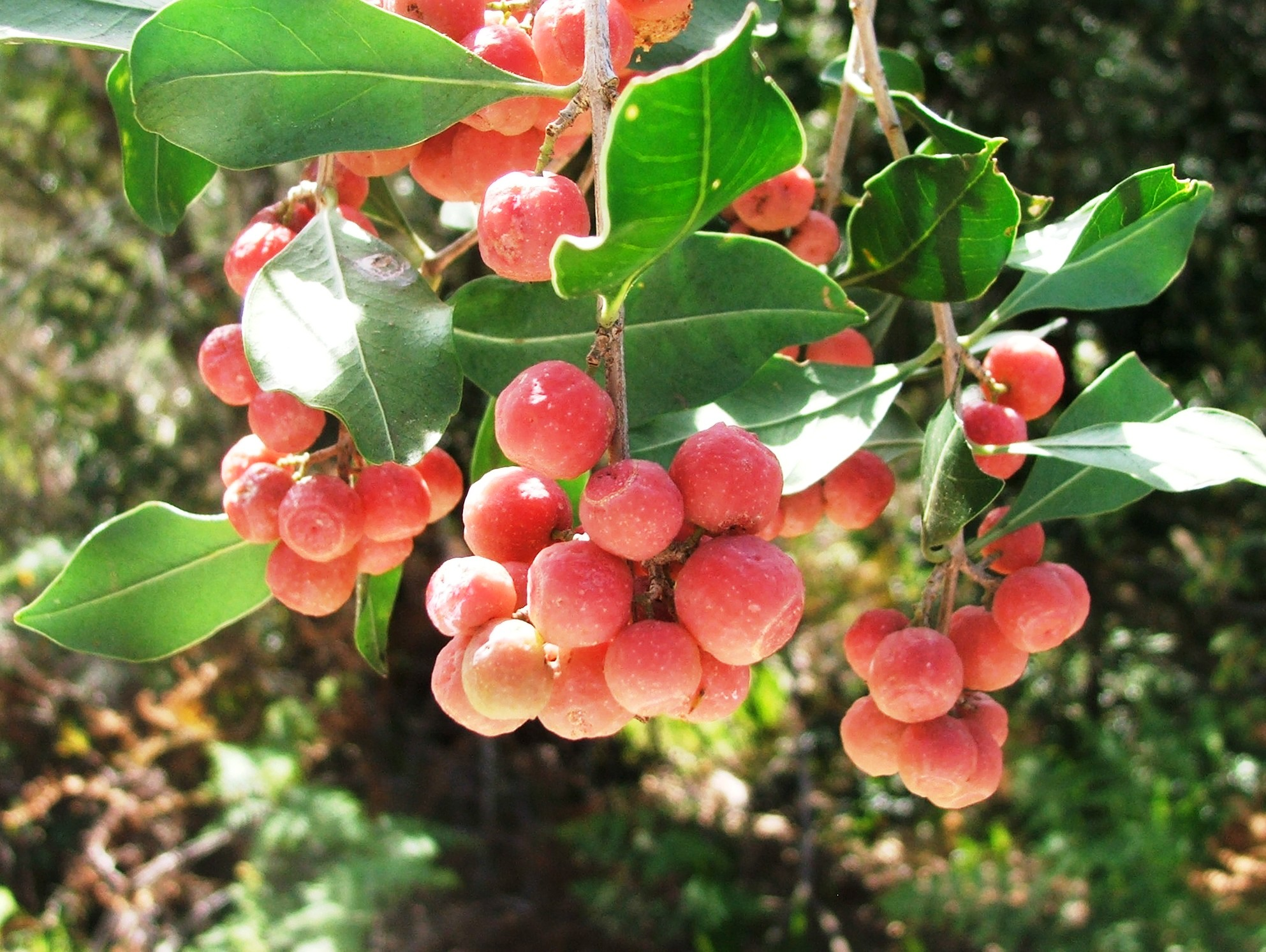

Olinia és un gènere d'abrets i arbusts de distribució afromontana, pertanyen a la família Penaeaceae. Olinia són plantes natives d'Àfrica, des de l'occident al sud. Anteriorment es consideraven com l'únic gènere dins la família Oliniaceae però actualment s'inclouen en Penaeaceae junt amb el gènere Rhynchocalyx (anteriorment dins Rhynchocalycaceae) sota l'APG III system.